# Liste des chapelles de l'Aude
La liste des chapelles de l'Aude présente les chapelles situées sur le territoire des communes du département français de l'Aude. Il est fait état des diverses protections dont elles peuvent bénéficier, et notamment les inscriptions et classements au titre des monuments historiques.
Toutes sont situées dans le diocèse de Carcassonne et Narbonne.

## Liste
| Chapelle                                                         | Commune                     | Adresse                          | Coordonnées                      | Notice         | Protection | Date        | Illustration                                                   |
| ---------------------------------------------------------------- | --------------------------- | -------------------------------- | -------------------------------- | -------------- | --- | ----------- | -------------------------------------------------------------- |
| Vestiges de la chapelle Sans-Nom d'Alaigne                       | Alaigne                     |                                  | 43° 06′ 03″ nord, 2° 05′ 21″ est |                | |             | Image manquante Téléverser                                     |
| Chapelle d'Albières                                              | Albières                    |                                  | 42° 56′ 50″ nord, 2° 28′ 32″ est |                | |             | Image manquante Téléverser                                     |
| Chapelle de la Sainte-Croix de Croux                             | Antugnac                    |                                  | 42° 57′ 26″ nord, 2° 12′ 32″ est |                | |             | Image manquante Téléverser                                     |
| Chapelle Saint-Pierre-aux-Liens de Corneille                     | Arzens                      |                                  | 43° 12′ 49″ nord, 2° 13′ 34″ est |                | |             | Image manquante Téléverser                                     |
| Chapelle Saint-André d'Auriac                                    | Auriac                      |                                  | 42° 56′ 36″ nord, 2° 29′ 34″ est | « PA00102544 » | Inscrit MH Petite fenêtre méridionale à linteau sculpté | 1948        | Chapelle Saint-André d'Auriac                                  |
| Chapelle Notre-Dame-de-l'Assomption d'Axat                       | Axat                        |                                  | 42° 48′ 14″ nord, 2° 14′ 05″ est |                | |             | Chapelle Notre-Dame-de-l'Assomption d'Axat                     |
| Chapelle Saint-Étienne de Vaissière                              | Azille                      |                                  | 43° 16′ 29″ nord, 2° 37′ 14″ est | « PA00102547 » | Inscrit MH | 1948        | Chapelle Saint-Étienne de Vaissière                            |
| Chapelle des Clarisses d'Azille                                  | Azille                      |                                  | 43° 16′ 37″ nord, 2° 39′ 32″ est | « PA00102546 » | Inscrit MH L'élévation et voûtes du sanctuaire et d'une travée, le blason sculpté au contrefort Sud, la fenêtre du chevet et le linteau sculpté de la porte | 1948        | Chapelle des Clarisses d'Azille                                |
| Chapelle Sainte-Germaine de Prat-de-Cest                         | Bages                       |                                  | 43° 07′ 09″ nord, 2° 57′ 17″ est |                | |             | Image manquante Téléverser                                     |
| Chapelle Notre-Dame des Champs du château de Belflou             | Belflou                     |                                  | 43° 19′ 08″ nord, 1° 47′ 11″ est |                | |             | Chapelle Notre-Dame des Champs du château de Belflou           |
| Chapelle Notre-Dame-du-Rosaire de Belpech                        | Belpech                     |                                  | 43° 11′ 55″ nord, 1° 45′ 14″ est | « PA00102558 » | Inscrit MH Vestiges | 1948        | Chapelle Notre-Dame-du-Rosaire de Belpech                      |
| Chapelle du Saint-Sépulcre de Belpech                            | Belpech                     |                                  | 43° 11′ 54″ nord, 1° 45′ 09″ est | « PA00102558 » | Classé MH | 1906        | Chapelle du Saint-Sépulcre de Belpech                          |
| Chapelle Notre-Dame de Bessède de Bessède-de-Sault               | Bessède-de-Sault            |                                  | 42° 47′ 18″ nord, 2° 06′ 52″ est |                | |             | Chapelle Notre-Dame de Bessède de Bessède-de-Sault             |
| Chapelle inachevée du prieuré de Bizanet                         | Bizanet                     |                                  | à géolocaliser                   |                | |             | Image manquante Téléverser                                     |
| Chapelle du château de Gaussan de Bizanet                        | Bizanet                     |                                  | 43° 08′ 05″ nord, 2° 50′ 33″ est |                | |             | Image manquante Téléverser                                     |
| Chapelle fortifiée du château de Bouilhonnac                     | Bouilhonnac                 |                                  | 43° 13′ 56″ nord, 2° 26′ 24″ est |                | |             | Image manquante Téléverser                                     |
| Chapelle Saint-Pancrace de Bouisse                               | Bouisse                     |                                  | 42° 57′ 51″ nord, 2° 27′ 24″ est |                | |             | Image manquante Téléverser                                     |
| Chapelle Saint-Sernin de Saint-Sernin (Bouriège)                 | Bouriège                    |                                  | 42° 59′ 53″ nord, 2° 09′ 43″ est |                | |             | Image manquante Téléverser                                     |
| Chapelle Saint-Nicolas de Tournebouix                            | Bourigeole                  |                                  | 42° 58′ 55″ nord, 2° 07′ 02″ est |                | |             | Chapelle Saint-Nicolas de Tournebouix                          |
| Chapelle Saint-Siméon de Boutenac                                | Boutenac                    |                                  | 43° 07′ 51″ nord, 2° 47′ 30″ est |                | |             | Image manquante Téléverser                                     |
| Chapelle Notre-Dame-de-Miséricorde de Bram                       | Bram                        |                                  | 43° 14′ 36″ nord, 2° 06′ 40″ est |                | |             | Chapelle Notre-Dame-de-Miséricorde de Bram                     |
| Chapelle de l'Assomption de Bram                                 | Bram                        |                                  | 43° 14′ 39″ nord, 2° 06′ 47″ est |                | |             | Chapelle de l'Assomption de Bram                               |
| Chapelle Saint-Étienne de Villaret                               | Brousses-et-Villaret        |                                  | 43° 20′ 57″ nord, 2° 14′ 10″ est |                | |             | Chapelle Saint-Étienne de Villaret                             |
| Chapelle Notre-Dame-des-Prés de Cailhau                          | Cailhau                     |                                  | 43° 08′ 36″ nord, 2° 07′ 34″ est |                | |             | Chapelle Notre-Dame-des-Prés de Cailhau                        |
| Chapelle du cimetière de Cambieure                               | Cambieure                   |                                  | 43° 07′ 37″ nord, 2° 07′ 55″ est |                | |             | Image manquante Téléverser                                     |
| Chapelle de Fontarèche de Canet                                  | Canet                       |                                  | 43° 13′ 54″ nord, 2° 50′ 44″ est |                | |             | Image manquante Téléverser                                     |
| Chapelle castrale de Capendu                                     | Capendu                     |                                  | 43° 11′ 02″ nord, 2° 33′ 32″ est |                | |             | Chapelle castrale de Capendu                                   |
| Chapelle Saint-Martin de Surzac de Capendu                       | Capendu                     |                                  | 43° 10′ 53″ nord, 2° 33′ 54″ est | « PA00102580 » | Classé MH | 1913        | Image manquante Téléverser                                     |
| Chapelle Notre-Dame-de-Santé de Carcassonne                      | Carcassonne                 | rue des Trois-Couronnes          | 43° 12′ 37″ nord, 2° 21′ 29″ est | « PA00102585 » | Classé MH | 1932        | Chapelle Notre-Dame-de-Santé de Carcassonne                    |
| Chapelle des Jésuites de Carcassonne                             | Carcassonne                 | rue des Études (auditorium)      | 43° 12′ 43″ nord, 2° 20′ 54″ est | « PA00102602 » | Inscrit MH Chapelle et son clocher dit Tour Mirande | 1948        | Chapelle des Jésuites de Carcassonne                           |
| Chapelle des Dominicaines de Carcassonne                         | Carcassonne                 | rue de Verdun (centre culturel)  | 43° 12′ 45″ nord, 2° 21′ 14″ est |                | |             | Chapelle des Dominicaines de Carcassonne                       |
| Chapelle Saint-Gimer de Carcassonne                              | Carcassonne                 | rue Barbacane (salle municipale) | 43° 12′ 24″ nord, 2° 21′ 40″ est |                | |             | Chapelle Saint-Gimer de Carcassonne                            |
| Ancienne chapelle Saint-Sernin de Carcassonne                    | Carcassonne                 |                                  | 43° 12′ 24″ nord, 2° 21′ 55″ est |                | |             | Image manquante Téléverser                                     |
| Chapelle Saint-Charles de Carcassonne                            | Carcassonne                 | avenue Jean-Moulin               | à géolocaliser                   |                | |             | Image manquante Téléverser                                     |
| Chapelle du lycée Saint-Stanislas de Carcassonne                 | Carcassonne                 | rue Voltaire                     | à géolocaliser                   |                | |             | Image manquante Téléverser                                     |
| Chapelle de la Roseraie de Carcassonne                           | Carcassonne                 | avenue Leclerc                   | à géolocaliser                   |                | |             | Image manquante Téléverser                                     |
| Chapelle Notre-Dame-de-Pitié de Laviale                          | Castans                     |                                  | 43° 24′ 28″ nord, 2° 29′ 13″ est |                | |             | Image manquante Téléverser                                     |
| Chapelle Saint-Roch de Castelnaudary                             | Castelnaudary               |                                  | 43° 18′ 45″ nord, 1° 57′ 39″ est | « PA00102932 » | Inscrit MH | 1990        | Image manquante Téléverser                                     |
| Chapelle de l'hôpital de Castelnaudary                           | Castelnaudary               |                                  | 43° 18′ 58″ nord, 1° 57′ 42″ est |                | |             | Image manquante Téléverser                                     |
| Chapelle Notre-Dame-de-Pitié de Castelnaudary                    | Castelnaudary               |                                  | 43° 18′ 58″ nord, 1° 57′ 36″ est |                | |             | Image manquante Téléverser                                     |
| Chapelle Notre-Dame-des-képis-blancs de Castelnaudary            | Castelnaudary               |                                  | 43° 18′ 09″ nord, 1° 58′ 52″ est |                | |             | Image manquante Téléverser                                     |
| Chapelle Saint-Pierre de Caudebronde                             | Caudebronde                 |                                  | 43° 22′ 03″ nord, 2° 18′ 05″ est |                | |             | Image manquante Téléverser                                     |
| Chapelle du Crucifix de Caunes-Minervois                         | Caunes-Minervois            |                                  | 43° 19′ 26″ nord, 2° 31′ 25″ est | « PA00102639 » | Inscrit MH | 1926        | Chapelle du Crucifix de Caunes-Minervois                       |
| Chapelle Notre-Dame de la Caunette Basse                         | Caunette-sur-Lauquet        |                                  | 43° 01′ 51″ nord, 2° 24′ 55″ est |                | |             | Image manquante Téléverser                                     |
| Chapelle du Calvaire de Chalabre                                 | Chalabre                    |                                  | 42° 58′ 53″ nord, 2° 00′ 25″ est |                | |             | Chapelle du Calvaire de Chalabre                               |
| Chapelle Saint-Jean de Citou                                     | Citou                       |                                  | 43° 22′ 23″ nord, 2° 32′ 21″ est | « PA00102652 » | Inscrit MH Les vantaux de la porte | 1948        | Chapelle Saint-Jean de Citou                                   |
| Chapelle du château des Saptes des Saptes                        | Conques-sur-Orbiel          |                                  | 43° 15′ 41″ nord, 2° 24′ 11″ est |                | |             | Image manquante Téléverser                                     |
| Chapelle Notre-Dame-de-la-Gardie de Conques-sur-Orbiel           | Conques-sur-Orbiel          |                                  | 43° 16′ 19″ nord, 2° 24′ 19″ est |                | |             | Image manquante Téléverser                                     |
| Chapelle Notre-Dame de Magrie de Cuxac-d'Aude                    | Cuxac-d'Aude                |                                  | 43° 14′ 44″ nord, 3° 00′ 09″ est |                | |             | Image manquante Téléverser                                     |
| Chapelle San-Jordi de Duilhac-sous-Peyrepertuse                  | Duilhac-sous-Peyrepertuse   |                                  | 42° 52′ 14″ nord, 2° 33′ 18″ est |                | |             | Image manquante Téléverser                                     |
| Chapelle Saint-Hippolyte de Durban-Corbières                     | Durban-Corbières            |                                  | 42° 59′ 37″ nord, 2° 49′ 04″ est |                | |             | Image manquante Téléverser                                     |
| Chapelle Saint-Félix de Castelmaure                              | Embres-et-Castelmaure       |                                  | 42° 56′ 15″ nord, 2° 49′ 56″ est | « PA00102675 » | Inscrit MH | 1948        | Chapelle Saint-Félix de Castelmaure                            |
| Chapelle Notre-Dame-de-l'Olive d'Embres-et-Castelmaure           | Embres-et-Castelmaure       |                                  | 42° 56′ 53″ nord, 2° 51′ 12″ est |                | |             | Image manquante Téléverser                                     |
| Chapelle des Bains d'Escouloubre-les-Bains                       | Escouloubre                 |                                  | 42° 43′ 10″ nord, 2° 07′ 28″ est |                | |             | Image manquante Téléverser                                     |
| Chapelle Notre-Dame-de-Consolation de Fabrezan                   | Fabrezan                    |                                  | 43° 08′ 28″ nord, 2° 41′ 04″ est |                | |             | Image manquante Téléverser                                     |
| Chapelle de l'hôpital de Fanjeaux                                | Fanjeaux                    |                                  | 43° 11′ 14″ nord, 2° 02′ 13″ est |                | |             | Image manquante Téléverser                                     |
| Chapelle du couvent des Frères Prêcheurs de Fanjeaux             | Fanjeaux                    |                                  | à géolocaliser                   |                | |             | Image manquante Téléverser                                     |
| Chapelle du Couvent des Dominicains de Fanjeaux                  | Fanjeaux                    |                                  | à géolocaliser                   |                | |             | Image manquante Téléverser                                     |
| Chapelle Saint-Aubin de Fitou                                    | Fitou                       |                                  | 42° 53′ 43″ nord, 2° 56′ 50″ est | « PA00102687 » | Classé MH Vestiges | 1966        | Chapelle Saint-Aubin de Fitou                                  |
| Chapelle des Pénitents de Fleury                                 | Fleury                      |                                  | 43° 13′ 47″ nord, 3° 08′ 03″ est | « PA00102689 » | Inscrit MH | 1982        | Chapelle des Pénitents de Fleury                               |
| Chapelle Notre-Dame-de-Liesse de Fleury                          | Fleury                      |                                  | 43° 14′ 29″ nord, 3° 08′ 53″ est |                | |             | Chapelle Notre-Dame-de-Liesse de Fleury                        |
| Chapelle Saint-Christol de Fonters-du-Razès                      | Fonters-du-Razès            |                                  | 43° 14′ 36″ nord, 1° 55′ 03″ est |                | |             | Image manquante Téléverser                                     |
| Chapelle Saint-Victor de la Cadorque                             | Fontjoncouse                |                                  | 43° 02′ 23″ nord, 2° 49′ 11″ est |                | |             | Image manquante Téléverser                                     |
| Chapelle Sainte-Colombe de Fraissé-des-Corbières                 | Fraissé-des-Corbières       |                                  | 42° 57′ 25″ nord, 2° 51′ 29″ est |                | |             | Image manquante Téléverser                                     |
| Chapelle du cimetière de Gincla                                  | Gincla                      |                                  | 42° 45′ 34″ nord, 2° 19′ 30″ est |                | |             | Image manquante Téléverser                                     |
| Chapelle Pierre-Paul-Riquet du Somail                            | Ginestas                    |                                  | 43° 15′ 58″ nord, 2° 54′ 14″ est |                | |             | Chapelle Pierre-Paul-Riquet du Somail                          |
| Ancienne Chapelle Saint-Roch de Ginoles les Bains                | Ginoles                     |                                  | 42° 52′ 11″ nord, 2° 10′ 03″ est |                | |             | Ancienne Chapelle Saint-Roch de Ginoles les Bains              |
| Chapelle Notre-Dame-des-Auzils de Gruissan                       | Gruissan                    |                                  | 43° 08′ 18″ nord, 3° 05′ 34″ est |                | |             | Chapelle Notre-Dame-des-Auzils de Gruissan                     |
| Chapelle Saint-Michel d'Homps                                    | Homps                       |                                  | 43° 16′ 01″ nord, 2° 43′ 05″ est | « PA00102703 » | Inscrit MH | 1951        | Chapelle Saint-Michel d'Homps                                  |
| Chapelle Saint-Jean-l'Évangéliste de La Courtète                 | La Courtète                 |                                  | 43° 08′ 45″ nord, 2° 02′ 40″ est |                | |             | Image manquante Téléverser                                     |
| Chapelle Saint-Pancrace de La Palme                              | La Palme                    |                                  | 42° 57′ 15″ nord, 2° 58′ 34″ est |                | |             | Chapelle Saint-Pancrace de La Palme                            |
| Chapelle de Labastide-Esparbairenque                             | Labastide-Esparbairenque    |                                  | 43° 22′ 52″ nord, 2° 23′ 38″ est |                | |             | Image manquante Téléverser                                     |
| Chapelle Notre-Dame des Cazazils                                 | Lafage                      |                                  | 43° 09′ 16″ nord, 1° 52′ 21″ est |                | |             | Chapelle Notre-Dame des Cazazils                               |
| Chapelle Saint-Barthélémy de l'abbaye Sainte-Marie de Lagrasse   | Lagrasse                    |                                  | 43° 05′ 26″ nord, 2° 37′ 02″ est |                | |             | Chapelle Saint-Barthélémy de l'abbaye Sainte-Marie de Lagrasse |
| Chapelle Saint-Romain de Lairière                                | Lairière                    |                                  | à géolocaliser                   |                | |             | Image manquante Téléverser                                     |
| Chapelle du calvaire de Laurabuc                                 | Laurabuc                    |                                  | 43° 14′ 47″ nord, 1° 59′ 09″ est |                | |             | Image manquante Téléverser                                     |
| Chapelle Saint-Laurent de Leuc                                   | Leuc                        |                                  | 43° 08′ 06″ nord, 2° 19′ 17″ est | « PA00102739 » | Inscrit MH Vestiges | 1948        | Chapelle Saint-Laurent de Leuc                                 |
| Chapelle Notre-Dame-de-la-Mer de La Franqui                      | Leucate                     |                                  | 42° 55′ 54″ nord, 3° 02′ 09″ est |                | |             | Image manquante Téléverser                                     |
| Chapelle du château de Leucate                                   | Leucate                     |                                  | 42° 54′ 31″ nord, 3° 01′ 31″ est |                | |             | Chapelle du château de Leucate                                 |
| Chapelle du couvent des Cordeliers de Limoux                     | Limoux                      |                                  | 43° 03′ 06″ nord, 2° 13′ 06″ est |                | |             | Image manquante Téléverser                                     |
| Chapelle du centre médico-social de Limoux                       | Limoux                      |                                  | à géolocaliser                   |                | |             | Image manquante Téléverser                                     |
| Chapelle de Castillou de Luc-sur-Aude                            | Luc-sur-Aude                |                                  | à géolocaliser                   |                | |             | Image manquante Téléverser                                     |
| Chapelle Notre-Dame de Canos                                     | Luc-sur-Orbieu              |                                  | 43° 10′ 52″ nord, 2° 47′ 53″ est |                | |             | Image manquante Téléverser                                     |
| Chapelle des Pénitents Noirs de Mas-Cabardès                     | Mas-Cabardès                |                                  | à géolocaliser                   |                | |             | Image manquante Téléverser                                     |
| Chapelle de Montazels                                            | Montazels                   |                                  | à géolocaliser                   |                | |             | Image manquante Téléverser                                     |
| Chapelle Notre-Dame-de-Colombier                                 | Montbrun-des-Corbières      |                                  | 43° 11′ 53″ nord, 2° 41′ 03″ est | « PA00102776 » | Classé MH | 1950        | Chapelle Notre-Dame-de-Colombier                               |
| Chapelle Saint-Roch de Montolieu                                 | Montolieu                   |                                  | 43° 18′ 21″ nord, 2° 13′ 49″ est |                | |             | Image manquante Téléverser                                     |
| Chapelle de l'école Saint-Joseph-des-Carmes de Montréal          | Montréal                    |                                  | 43° 13′ 01″ nord, 2° 11′ 12″ est |                | |             | Image manquante Téléverser                                     |
| Nouvelle chapelle de l'école Saint-Joseph-des-Carmes de Montréal | Montréal                    |                                  | 43° 13′ 01″ nord, 2° 11′ 10″ est |                | |             | Image manquante Téléverser                                     |
| Chapelle Notre-Dame-des-Anges de Montréal                        | Montréal                    |                                  | 43° 11′ 52″ nord, 2° 08′ 23″ est |                | |             | Chapelle Notre-Dame-des-Anges de Montréal                      |
| Chapelle Saint-Laurent de Moussan                                | Moussan                     |                                  | 43° 13′ 24″ nord, 2° 56′ 24″ est | « PA00102786 » | Inscrit MH Vestiges | 1966        | Chapelle Saint-Laurent de Moussan                              |
| Chapelle de la Madeleine de Moussoulens                          | Moussoulens                 |                                  | à géolocaliser                   |                | |             | Image manquante Téléverser                                     |
| Chapelle Sainte-Anne de Mouthoumet                               | Mouthoumet                  |                                  | 42° 57′ 37″ nord, 2° 31′ 50″ est |                | |             | Chapelle Sainte-Anne de Mouthoumet                             |
| Chapelle de la Madeleine de Narbonne                             | Narbonne                    |                                  | 43° 11′ 03″ nord, 3° 00′ 15″ est | « PA00102789 » | Classé MH avec l'ancien archevêché | 1937        | Chapelle de la Madeleine de Narbonne                           |
| Chapelle des Pénitents blancs de Narbonne                        | Narbonne                    |                                  | 43° 10′ 51″ nord, 3° 00′ 10″ est | « PA00102791 » | Classé MH Portail ; Classé MH Chapelle | 1911 ; 1986 | Chapelle des Pénitents blancs de Narbonne                      |
| Chapelle des Pénitents bleus de Narbonne                         | Narbonne                    |                                  | 43° 11′ 07″ nord, 3° 00′ 10″ est | « PA00102792 » | Inscrit MH | 1956        | Chapelle des Pénitents bleus de Narbonne                       |
| Chapelle de l'hôpital de Narbonne                                | Narbonne                    |                                  | 43° 10′ 53″ nord, 3° 00′ 00″ est | « PA00102808 » | Classé MH Ancienne chapelle des Pénitents-Blancs | 1984        | Chapelle de l'hôpital de Narbonne                              |
| Chapelle de l'ancien couvent des Carmélites de Narbonne          | Narbonne                    |                                  | à géolocaliser                   |                | |             | Image manquante Téléverser                                     |
| Chapelle Sainte-Claire de Nébias                                 | Nébias                      |                                  | 42° 53′ 51″ nord, 2° 06′ 42″ est |                | |             | Chapelle Sainte-Claire de Nébias                               |
| Chapelle du château du Terral d'Ouveillan                        | Ouveillan                   |                                  | 43° 17′ 58″ nord, 2° 59′ 29″ est |                | |             | Image manquante Téléverser                                     |
| Chapelle Saint-Roch de Padern                                    | Padern                      |                                  | 42° 52′ 02″ nord, 2° 39′ 23″ est |                | |             | Chapelle Saint-Roch de Padern                                  |
| Chapelle Notre-Dame-de-Santé de Paziols                          | Paziols                     |                                  | 42° 51′ 24″ nord, 2° 43′ 08″ est |                | |             | Image manquante Téléverser                                     |
| Chapelle de Pépieux                                              | Pépieux                     |                                  | 43° 17′ 54″ nord, 2° 40′ 48″ est | « PA00102853 » | Inscrit MH | 1942        | Chapelle de Pépieux                                            |
| Chapelle de la Madeleine de Pezens                               | Pezens                      |                                  | 43° 15′ 31″ nord, 2° 14′ 58″ est | « PA00102857 » | Inscrit MH | 1949        | Chapelle de la Madeleine de Pezens                             |
| Chapelle de la Trinité de Plavilla                               | Plavilla                    |                                  | 43° 09′ 23″ nord, 1° 54′ 12″ est |                | |             | Image manquante Téléverser                                     |
| Chapelle Notre-Dame-de-Bon-Secours de Puivert                    | Puivert                     |                                  | 42° 55′ 05″ nord, 2° 02′ 56″ est |                | |             | Image manquante Téléverser                                     |
| Chapelle Saint-Antoine de Brenac                                 | Quillan                     |                                  | 42° 53′ 36″ nord, 2° 09′ 19″ est |                | |             | Chapelle Saint-Antoine de Brenac                               |
| Chapelle Notre-Dame-du-Bout-du-Pont                              | Rieux-Minervois             |                                  | 43° 17′ 06″ nord, 2° 35′ 11″ est |                | |             | Chapelle Notre-Dame-du-Bout-du-Pont                            |
| Chapelle Saint-Michel de Roquecourbe-Minervois                   | Roquecourbe-Minervois       |                                  | 43° 13′ 14″ nord, 2° 38′ 56″ est |                | |             | Chapelle Saint-Michel de Roquecourbe-Minervois                 |
| Chapelle Notre-Dame de Cubserviès                                | Roquefère                   |                                  | 43° 23′ 49″ nord, 2° 22′ 18″ est |                | |             | Image manquante Téléverser                                     |
| Chapelle Saint-Roch de Roquefeuil                                | Roquefère                   |                                  | 42° 49′ 06″ nord, 1° 59′ 38″ est |                | |             | Image manquante Téléverser                                     |
| Chapelle du chateau de Roquefort-de-Sault                        | Roquefort-de-Sault          |                                  | 42° 44′ 15″ nord, 2° 12′ 05″ est |                | |             | Chapelle du chateau de Roquefort-de-Sault                      |
| Chapelle Saint-Martin de Roquefort-des-Corbières                 | Roquefort-des-Corbières     |                                  | 42° 59′ 27″ nord, 2° 57′ 16″ est |                | Site inscrit (1942) |             | Chapelle Saint-Martin de Roquefort-des-Corbières               |
| Chapelle Sainte-Anne de Roquetaillade                            | Roquetaillade-et-Conilhac   |                                  | 42° 59′ 34″ nord, 2° 12′ 04″ est |                | |             | Chapelle Sainte-Anne de Roquetaillade                          |
| Chapelle Saint-Martin de la Vernède                              | Saint-André-de-Roquelongue  |                                  | à géolocaliser                   |                | |             | Image manquante Téléverser                                     |
| Chapelle du sanctuaire Notre-Dame-de-Bassens de Bassens          | Saint-Martin-Lalande        |                                  | 43° 18′ 53″ nord, 2° 01′ 34″ est |                | |             | Image manquante Téléverser                                     |
| Chapelle Notre-Dame du Razès                                     | Saint-Martin-de-Villereglan |                                  | à géolocaliser                   |                | |             | Image manquante Téléverser                                     |
| Chapelle Saint-Roch de Saint-Martin-le-Vieil                     | Saint-Martin-le-Vieil       |                                  | 43° 17′ 42″ nord, 2° 08′ 43″ est |                | |             | Image manquante Téléverser                                     |
| Chapelle Saint-Papoul de l'Hermitage                             | Saint-Papoul                |                                  | à géolocaliser                   |                | |             | Image manquante Téléverser                                     |
| Chapelle Notre-Dame-de-Consolation du Château                    | Saint-Pierre-des-Champs     |                                  | 43° 03′ 29″ nord, 2° 36′ 11″ est |                | |             | Image manquante Téléverser                                     |
| Chapelle de Sainte-Colombe-sur-l'Hers                            | Sainte-Colombe-sur-l'Hers   |                                  | à géolocaliser                   |                | |             | Image manquante Téléverser                                     |
| Chapelle Saint-Jean de Saissac                                   | Saissac                     |                                  | 43° 21′ 32″ nord, 2° 09′ 24″ est |                | |             | Image manquante Téléverser                                     |
| Chapelle du Calvaire de Sallèles-d'Aude                          | Sallèles-d'Aude             |                                  | 43° 15′ 26″ nord, 2° 56′ 40″ est |                | |             | Image manquante Téléverser                                     |
| Chapelle Saint-Roch de Sallèles-d'Aude                           | Sallèles-d'Aude             |                                  | 43° 15′ 30″ nord, 2° 56′ 45″ est |                | |             | Image manquante Téléverser                                     |
| Chapelle Viramond de Sallèles-d'Aude                             | Salles-d'Aude               |                                  | à géolocaliser                   |                | |             | Image manquante Téléverser                                     |
| Chapelle des Pénitents de Salles-d'Aude                          | Salles-d'Aude               |                                  | 43° 14′ 18″ nord, 3° 07′ 00″ est |                | |             | Chapelle des Pénitents de Salles-d'Aude                        |
| Chapelle dans le parc du château de Celeyran de Salles-d'Aude    | Salles-d'Aude               |                                  | à géolocaliser                   |                | |             | Image manquante Téléverser                                     |
| Chapelle du Caunil de Salvezines                                 | Salvezines                  |                                  | 42° 46′ 48″ nord, 2° 17′ 35″ est |                | |             | Image manquante Téléverser                                     |
| Chapelle du calvaire de Sigean                                   | Sigean                      |                                  | 43° 01′ 48″ nord, 2° 58′ 29″ est |                | |             | Image manquante Téléverser                                     |
| Chapelle Notre-Dame-de-l'Aire                                    | Talairan                    |                                  | 43° 03′ 14″ nord, 2° 40′ 43″ est | « PA00102906 » | Inscrit MH | 1948        | Chapelle Notre-Dame-de-l'Aire                                  |
| Chapelle Saint-André de Termes                                   | Termes                      |                                  | 42° 59′ 47″ nord, 2° 34′ 00″ est |                | |             | Image manquante Téléverser                                     |
| Chapelle castrale de Termes                                      | Termes                      |                                  | 43° 00′ 08″ nord, 2° 33′ 24″ est |                | |             | Chapelle castrale de Termes                                    |
| Chapelle du château de Donos de Thézan-des-Corbières             | Thézan-des-Corbières        |                                  | à géolocaliser                   |                | |             | Image manquante Téléverser                                     |
| Chapelle Saint-Roch de Tournissan                                | Tournissan                  |                                  | 43° 04′ 58″ nord, 2° 39′ 34″ est |                | |             | Chapelle Saint-Roch de Tournissan                              |
| Chapelle Sainte-Cécile, ancienne léproserie de Tourouzelle       | Tourouzelle                 |                                  | 43° 15′ 00″ nord, 2° 41′ 57″ est |                | |             | Image manquante Téléverser                                     |
| Chapelle Saint-Roch de Trausse                                   | Trausse                     |                                  | 43° 19′ 06″ nord, 2° 33′ 43″ est |                | |             | Image manquante Téléverser                                     |
| Chapelle Notre-Dame-des-Anges de Tuchan                          | Tuchan                      |                                  | 42° 53′ 18″ nord, 2° 43′ 12″ est |                | |             | Chapelle Notre-Dame-des-Anges de Tuchan                        |
| Chapelle Sainte-Anne du château d'Aguilar ou Viala               | Tuchan                      |                                  | 42° 53′ 26″ nord, 2° 44′ 47″ est |                | |             | Chapelle Sainte-Anne du château d'Aguilar ou Viala             |
| Chapelle Saint-Roch de Tuchan                                    | Tuchan                      |                                  | 42° 53′ 55″ nord, 2° 42′ 27″ est |                | |             | Image manquante Téléverser                                     |
| Chapelle Saint-Julien-et-Sainte-Basilisse de Villanière          | Villanière                  |                                  | 43° 20′ 02″ nord, 2° 21′ 48″ est |                | |             | Chapelle Saint-Julien-et-Sainte-Basilisse de Villanière        |
| Chapelle de Villar-en-Val                                        | Villar-en-Val               |                                  | à géolocaliser                   |                | |             | Image manquante Téléverser                                     |
| Chapelle Saint-Julien-Sainte-Basilisse de Villardonnel           | Villardonnel                |                                  | à géolocaliser                   |                | |             | Image manquante Téléverser                                     |
| Chapelle Notre-Dame-de-la-Lauze                                  | Villarzel-Cabardès          |                                  | 43° 16′ 56″ nord, 2° 28′ 57″ est | « PA00102917 » | Classé MH Vestiges | 1966        | Chapelle Notre-Dame-de-la-Lauze                                |
| Chapelle Saint-Martin-de-la-Salle de Besplas                     | Villasavary                 |                                  | 43° 14′ 16″ nord, 2° 00′ 42″ est | « PA11000019 » | Inscrit MH Vestiges | 1999        | Chapelle Saint-Martin-de-la-Salle de Besplas                   |
| Chapelle Sainte-Barbe de Pla Marty                               | Villelongue-d'Aude          |                                  | 43° 02′ 57″ nord, 2° 06′ 34″ est |                | |             | Image manquante Téléverser                                     |
| Chapelle Saint-Mamès de Villeneuve-Minervois                     | Villeneuve-Minervois        |                                  | 43° 18′ 57″ nord, 2° 26′ 18″ est |                | |             | Chapelle Saint-Mamès de Villeneuve-Minervois                   |
| Chapelle Notre-Dame-de-Recaouffa de Villeneuve-les-Corbières     | Villeneuve-les-Corbières    |                                  | 42° 58′ 31″ nord, 2° 47′ 45″ est |                | |             | Chapelle Notre-Dame-de-Recaouffa de Villeneuve-les-Corbières   |
| Chapelle de la Romenguière                                       | Villepinte                  |                                  | à géolocaliser                   |                | |             | Image manquante Téléverser                                     |
| Chapelle de Gléon                                                | Villesèque-des-Corbières    |                                  | 43° 02′ 22″ nord, 2° 51′ 31″ est | « PA00102927 » | Inscrit MH La Chapelle (à l'exclusion des deux chapelles modernes situées au Nord)                                                                          | 1984        | Chapelle de Gléon                                              |
| Chapelle Notre-Dame de Cambouras                                 | Villetritouls               |                                  | 43° 05′ 11″ nord, 2° 29′ 48″ est |                | |             | Image manquante Téléverser                                     |
| Chapelle de Marmorières de Vinassan                              | Vinassan                    |                                  | 43° 12′ 11″ nord, 3° 06′ 40″ est |                | |             | Image manquante Téléverser                                     |